# Rola (Unternehmen)
Die Rola GmbH & Co KG ist ein deutsches Unternehmen der Spirituosenbranche mit Sitz in Niederhatzkofen, einem Ortsteil von Rottenburg an der Laaber. Mit einem Jahresumsatz von über 150 Millionen Euro zählt sie zu den größten Spirituosenherstellern Deutschlands.

## Geschichte
Das inhabergeführte Familienunternehmen stammt ursprünglich aus dem oberschlesischen Beuthen. Nach dem Zweiten Weltkrieg musste die Gründerfamilie Czerwionka ihre bisherige Heimat als Flüchtlinge verlassen und zog nach Rottenburg an der Laaber. Dort gründete sie im Jahr 1946 ein neues Unternehmen. Der Name „Rola“ entstand aus den Anfangsbuchstaben des Ortes. Bald nach Aufbau der Produktionsstätte, auf dem Gelände einer ehemaligen Kiesgrube, beschäftigte Rola bis zu 300 Mitarbeiter. Gesellschafterin ist die Familie Czerwionka. Die Leitung übernahm Rudolf Czerwionka. Inzwischen ist mit Gerhard Czerwionka die dritte Generation am Unternehmen beteiligt. Als Firmenname der operativen Gesellschaft ist im Handelsregister beim Amtsgericht Landshut Rola Weinbrennerei und Likörfabrik GmbH & Co KG, ehemals Rola Weinbrand- und Likör-Vertrieb G. Czerwionka & Co, eingetragen.
Gemessen am Nettoumsatz war Rola im Jahr 2014 in Deutschland das zehntgrößte Unternehmen seiner Branche.

## Produkte und Marken
Nach Unternehmensangaben werden jährlich etwa 50 Millionen 0,7-Liter-Flaschen abgefüllt, vor allem Handelsmarken für Discounter. Hauptkunde des Unternehmens ist Aldi. Der in der Produktion verwendete Alkohol wird dabei nicht selbst erzeugt, sondern als Neutralalkohol eingekauft und beispielsweise zu Likör oder Gin weiterverarbeitet. Darüber hinaus werden zahlreiche fertige Spirituosen und nationale Spezialitäten aus dem In- und Ausland bezogen.
Zum Sortiment gehören eine große Zahl von Eigenmarken aller gängigen Spirituosenkategorien, darunter Wodka (zum Beispiel Zaranoff), Korn, Obstbrand, Tresterbrand/Grappa, Gin, Rum, Weinbrand/Brandy und Cognac, Whisky, Bitterspirituosen, Eierlikör, Kräuterlikör, Frucht-, Sahne-/Cream- und andere Liköre sowie verschiedene sonstige Spirituosen und Fertigmischungen für Cocktails. Ausstattung und Aufmachung vieler Flaschen erinnern dabei oft an bekannte Markenprodukte.

## Tochterunternehmen
Am Unternehmenssitz in Rottenburg an der Laaber sind zahlreiche Tochterunternehmen ansässig. Über sie erfolgt der Vertrieb der verschiedenen Handelsmarken. Auf den Etiketten der Endprodukte im Handel ist Rola daher nicht unmittelbar als Hersteller erkennbar.
- Adlatus GmbH
- Bastei GmbH (Bastei Markenspirituosen GmbH)
- Blackstone GmbH (Blackstone Weinbrand- und Likör Vertriebs GmbH)
- Conférencier GmbH
- Johnsen GmbH
- Kastell GmbH (Kastell Markenspirituosen GmbH)
- Silverstone GmbH (Silverstone Brandy & Liqueur Company mbH)
- Silberstein GmbH
- Rembrandt GmbH (Rembrandt Spirituosen Vertriebs-GmbH)
- Rückforth GmbH
- St. Vitus GmbH